# Ralph Kohn
Sir Ralph Kohn (* 9. Dezember 1927 in Leipzig; † 11. November 2016 in London) war ein britischer Pharmakologe, Unternehmer, Mäzen und Sänger (Bariton) deutscher Herkunft. Er war ein großer Förderer der Musik von Johann Sebastian Bach.

## Werdegang
Kohn wurde 1927 in einer musikalischen und jüdisch-orthodox geprägten Familie in Leipzig geboren. Sein Vater war der aus Galizien stammende erfolgreiche Textilkaufmann Max Kohn. Im Zuge der Machtergreifung der Nationalsozialisten 1933 floh seine Familie nach Amsterdam, wo sie bis zur deutschen Invasion 1940 lebte. Sie gelangte mit einem Schiff nach Liverpool und überlebte so die Shoa. Er und seine Familie ließen sich in Salford bei Manchester nieder, wo er die Grammar School besuchte.
Danach studierte er an der University of Manchester, wo er einen Bachelor und einen Master of Science erwarb. Er promovierte in Pharmakologie und erhielt den Wild Prize. Im Anschluss forschte er mit einem Stipendium am Istituto superiore di sanità in Rom und arbeitete dort mit dem Nobelpreisträger Sir Ernst Chain zusammen. Außerdem war er Post Doc bei Alfred Gilman am Department of Pharmacology des Albert Einstein College of Medicine in New York. Danach arbeitete er in der pharmakologischen Industrie und stieg im F&E-Bereich von Smith, Kline & French ein. Nach mehreren Jahren wechselte er zur Robapharm AG (Allschwil, Schweiz).
1969 gründete er sein eigenes Unternehmen mit Schwerpunkt Klinische Bewertung, das erste private medizinische Dienstleistungsunternehmen in Großbritannien. Er war Bynum Tudor Fellow am Kellogg College, Oxford und wurde 2011 zum Präsidenten des Birmingham & Midland Institute berufen. 1991 war er Gründer der Kohn Foundation, die sich der Förderung von Wissenschaft, Bildung und Kunst verschreibt.
Nach der Wende knüpfte er enge Kontakte nach Leipzig und förderte das Bach-Archiv und das Bachfest Leipzig sowie später das Forum Thomanum. Er war Kuratoriumsmitglied der Stiftung Bach-Archiv (2002) und der Stiftung Chorherren zu St. Thomae (2004). Kohn rief den Ernst Chain Prize am Imperial College London in Leben und gründete 1997 die Wigmore Hall Song Competition. Die Foundation finanziert den Royal Society Kohn Award (seit 2005) und den Bach Prize (2006), außerdem unterstützt sie die 2009 begründete Bach Cantata Series an der Royal Academy of Music in London und engagiert sich für das dortige Stipendienprogramm.
Bereits in Amsterdam in der Violine unterwiesen, bildete er sich später als Sänger in Rom, New York und London fort. Er trat im Rundfunk auf und spielte mehrere CDs (u. a. mit Graham Johnson) mit Werken Bachs, Mozarts und Wagners ein. Einen Doctor of Music erwarb er an der University of London. Er war Trustee der Wigmore Hall und Honorary Trustee des Monteverdi Choir and Orchestra.
Kohn war mit der holländischen Bergen-Belsen-Überlebenden Zahava Kanarek MBE verheiratet und Vater von drei Kindern.
Ralph Kohn besaß das Autograph der Bach-Kantate Auf Christi Himmelfahrt allein. Seine Erben schenkten dies der Bodleian Library als Ableistung der Erbschaftssteuer.

## Auszeichnungen / Mitgliedschaften
- 1990: Queen’s Award for Export Achievement
- 2006: Honorary Fellow of the Royal Society
- 2007: Chorherr zu St. Thomae
- 2008: Mitglied der Academia Europaea (Neuroscience & Physiology)
- 2010: Knight Bachelor
- 2011: Ehrenmedaille der Stadt Leipzig
- 2014: Bundesverdienstkreuz am Bande[5]
- 2014: Ehrendoktor DSc(hc), University of Buckingham
- 2014: Ehrendoktor MAE(hc), University of London
- Fellow of the Royal Academy of Music
- Fellow of the Royal Society of Medicine
- Fellow of the Academy of Medical Sciences
- Honorary Fellow of the British Pharmacological Society
- Honorary Fellow of the Royal College of Physicians